# Garnier de Naplouse
Garnier de Naplouse (ovvero Garniero o Guarniero di Naplusa; Francia, 1147 – Terra santa, 1192) è stato un militare francese fu Gran Maestro dell'Ordine dei Cavalieri Ospedalieri dal 1190 al 1192.
Egli prese parte alla battaglia di Arsuf sotto il comando di Riccardo Cuor di Leone. La leggenda vuole a tal proposito che, trovandosi pressato dalle truppe musulmane, tornò di persona dal re Riccardo, per richiedere che l'esercito potesse avviare una carica di cavalleria. Al rifiuto di Riccardo (che riteneva le proprie forze troppo deboli), Garnier tornò sul campo di battaglia e, contravvenendo agli ordini, prese personalmente le redini della battaglia, caricò e vinse i musulmani.